# Tawrus
Tawrus – wieś w Armenii, w prowincji Sjunik. W 2011 roku liczyła 92 mieszkańców.